# Rhône FM
Pour les articles homonymes, voir Rhône (homonymie).
 (janvier 2020).
Si vous disposez d'ouvrages ou d'articles de référence ou si vous connaissez des sites web de qualité traitant du thème abordé ici, merci de compléter l'article en donnant les références utiles à sa vérifiabilité et en les liant à la section « Notes et références ».
Rhône FM est une radio valaisanne créé en 1984.

## Historique
Les premières émissions furent diffusées le 18 février 1984 sous le nom de Radio Martigny. L'actuel directeur est Sébastien Rey.
Depuis le 21 juin 2005, la radio privée valaisanne partage ses émetteurs avec la SSR pour que celui-ci puisse diffuser Option Musique en FM en Valais.
La radio obtient en 2007 le label Valais Excellence, renouvelé en 2016.

## Zone de diffusion et fréquences
La zone de diffusion s'étend de Saint-Maurice à Sierre, y compris les vallées latérales. On peut aussi capter Rhône FM en Valais avec le téléréseau ou, dans toute la Suisse, sur la ligne téléphonique avec Swisscom Blue TV, sur l'application pour iPhone ou à travers une webradio.
En octobre 2023, Rhône FM lance sa propre chaine de télévision qui diffuse essentiellement des clips vidéo reflétant la programmation musicale de la station ainsi que quelques émissions axées sur la vie locale. 

## Audience
| Potentiel                       | 188 000 personnes     |
| Univers                         | Population totale 15+ |
| Nbre d'auditeurs par jour       | 83 000                |
| Durée moyenne d'écoute par jour | 45 minutes            |
| Hommes                          | 49 %                  |
| Femmes                          | 51 %                  |
| Part de marché                  | ~4 %                  |